# 劉鯉
劉鯉（？—？），更始帝刘玄的儿子。

## 生平
更始三年（25年），刘玄被赤眉军所杀。東漢建武二年（26年）东汉大司马吴汉攻打宛城（今河南省南阳市）。更始帝所封的宛王刘赐带着刘玄的妻儿到洛阳降光武帝刘秀。四月初二，光武帝封刘求为襄邑侯，奉更始之祀；刘歆为穀孰侯，劉鯉为寿光侯。刘鲤与光武帝的次子沛王刘辅关系匪浅，而刘鲤怨赤眉军擁立为帝的刘盆子害其父更始帝刘玄，透过刘辅杀死刘盆子之兄式侯刘恭，刘辅因此被究责。